# Justicia tenuiflora
Justicia tenuiflora là một loài thực vật có hoa trong họ Ô rô. Loài này được Ruiz & Pav. mô tả khoa học đầu tiên năm 1794.